# アスピリン・ジレンマ
アスピリン・ジレンマとはアスピリンの投与量により血栓形成抑制効果が減弱されたり（多量）増強されたり（少量）する現象。同一薬剤が投与量によって、全く逆の作用が見られる。

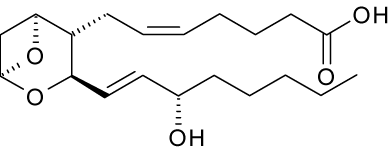
トロンボキサンA2

アスピリンはシクロオキシゲナーゼ (cyclooxygenase, COX)-1および2を不可逆的に阻害し、この酵素によってアラキドン酸から生成されるプロスタグランジン (prostaglandin, PG)G2やPGH2、およびその下流の生成物質（この一連の反応をアラキドン酸カスケードと呼ぶ）の産生を抑制する。アラキドン酸カスケードの最終産物の内、主に血管内皮細胞において生成されるPGI2は血小板凝集を抑制し、また血小板内において生成されるトロンボキサン (thromboxane, TX)A2は血小板凝集を促進する作用を持つ。アスピリンはCOXを不可逆的に阻害するため、低用量でもTXA2を著しく減少させるが（∵血小板には核がなく、酵素を新しく合成できないため）、PGI2は低用量のアスピリンならば十分に代償される（∵血管内皮細胞が新たなCOXを合成するため）。このため低用量（成人で81－100mg/日程度）のアスピリンはPGI2/TXA2比を上昇させ、血栓・塞栓症に対して予防的に働く。しかし大量投与ではPGI2の代償が追いつかず、血小板凝集の抑制作用が減弱される。